# الهيثم بن جميل
أبو سهل الهيثم بن جميل الأنطاكي حافظ إمام، بغدادي سكن أنطاكية. أحد رواة الحديث النبوي.
حدث عن: حماد بن سلمة، والليث، وزهير بن معاوية، ومالك بن أنس، وشريك، ومندل بن علي وطبقتهم. حدث عنه: أحمد بن حنبل، ومحمد بن يحيى الذهلي، ومحمد بن عوف، ويوسف بن مسلم وآخرون.
قال أبو أحمد بن عدي الجرجاني: «ليس بالحافظ، يغلط علي الثقات، وأرجو أنه لا يتعمد الكذب». قال أبو حاتم بن حبان البستي: «ذكره في الثقات». قال أبو حفص عمر بن شاهين: «ثقة». قال أبو نعيم الأصبهاني: «متروك». قال أحمد بن حنبل: «ثقة، كان من أصحاب الحديث ببغداد هو وأبو كامل وأبو سلمة الخزاعي وكان الهيثم أحفظ الثلاثة وكان أبوكامل أتقن للحديث منه». قال أحمد بن صالح العجلي: «ثقة صاحب سنة بغدادي سكن أنطاكية». قال إبراهيم بن إسحاق الحربي: «هو ثقة فقيل لإبراهيم كان صدوقا في الحديث قال اما الصدق فلا يدفع». قال ابن حجر العسقلاني: «ثقة من أصحاب الحديث وكأنه ترك فتغير».قال الدارقطني: «ثقة حافظ». قال الذهبي: «الحافظ حجة صالح».

## وفاته
وقال عبد الباقي بن قانع : توفي سنة 213 هـ .